# João Villaret
João Henrique Pereira Villaret (Lisbonne, 10 mai 1913 — Lisbonne, 21 janvier 1961) est un acteur portugais. 

## Filmographie
- O Pai Tirano, d'António Lopes Ribeiro (1941)
- Inês de Castro, de José Leitão de Barros (1944)
- Camões, de Leitão de Barros (1946)
- Três Espelhos, de Ladislao Vadja (1947)
- Frei Luís de Sousa, d'António Lopes Ribeiro (1950)
- O Primo Basílio, d'António Lopes Ribeiro (1959).

## Distinctions
- Officier de l'ordre de Sant'Iago de l'Épée